# Johan Stenmark
Johan Stenmark (26 februari 1999) is een Zweeds voetballer. 

## Carrière
Stenmark begon met voetballen bij Kalmar Södra IF, waar hij werd opgemerkt door scouts van Kalmar FF. In april 2018 tekende de verdediger een driejarig contract bij de club. Hij maakte zijn debuut in de Allsvenskan op 23 september 2018, tijdens de met 4-0 verloren wedstrijd tegen Malmö FF. Stenmark kreeg te maken met veelvuldig blessureleed. Mede daardoor kwam hij in vijf seizoenen maar tot 36 wedstrijden voor Kalmar. De verdediger en de club besloten na afloop van het seizoen 2022 uit elkaar te gaan.
Stenmark vervolgde zijn carrière bij Trelleborgs FF dat uitkomt in de Superettan.